# 荘河地方鉄路
荘河市地方鉄路有限公司（そうがしちほうてつろゆうげんこうし、中文表記: 庄河市地方铁路有限公司、英文表記: Zhuanghe Local Railroad Co.,Ltd.）は、中華人民共和国の民間鉄道事業者。
中国初の民間鉄道事業者として、遼寧省南部に鉄道路線（城荘線）を運営している。遼寧省荘河市新華街道に本社を置く。略称は「荘鉄」（Zhuangtie）あるいは「荘河地鉄」（Zhuanghe Ditie）。

## 歴史
- 1984年秋　荘鉄線の建設工事が開始。[1]
- 1986年9月　竣工
- 1986年10月　開通
- 1989年5月　国鉄線内への車扱貨物の取り扱い開始。[1]
- 1992年4月1日　旅客列車運行開始。荘河～大連間に普通列車と観光列車「氷峪」がそれぞれ一往復設定された。
- 1994年7月　国鉄線内へのコンテナ貨物の取り扱い開始。
- 1995年3月31日　観光列車「氷峪」廃止。
- 2002年　民営化決定、地元財閥の華豊家具に買収された。中国初の民営転換鉄道事業者となる。内燃動力化により蒸気機関車が引退。
- 2003年　荘河地方鉄路管理局から荘河地方鉄路有限公司へ経営移管。
- 2015年4月9日　国鉄丹大線の建設により荘鉄線と国鉄線との直通旅客列車が運行休止。荘鉄線内完結の旅客列車は設定されていないため、事実上の旅客業務廃止。[2]

## 路線
城荘線：荘河駅ー大鄭駅ー高陽駅ー明陽駅ー城子坦東駅
- 長らく金荘線の一部とされてきたが、現在は丹大線の開業により金城線のほとんどの区間が機能停止したため、「金荘線」から独立して「荘鉄線」として認知されるようになった。

## 車両
ディーゼル機関車
- 荘河地方鉄路東風4型ディーゼル機関車
DF4-0364、DF4-0409、DF4-2005の3両を保有している。

保守用車
- 金鷹210型軌道車
1両保有している。